# Rue de la Vannerie
La rue de la Vannerie est une ancienne voie de Paris qui était située dans l'ancien 7e arrondissement et qui a disparu lors de l'ouverture du boulevard de l'Hôtel-de-Ville en 1854.

## Origine du nom
Le nom de « vannerie » signifiait pêcherie.

## Situation
Au XIXe siècle, la rue de la Vannerie, d'une longueur de 156 mètres, qui était située dans l'ancien 7e arrondissement, quartier des Arcis, commençait aux 17-19, place de l'Hôtel-de-Ville et au 1, rue Jean-de-l'Épine et finissait au 18, rue de la Planche-Mibray et au 2, rue des Arcis
Les numéros de la rue étaient rouges. Le dernier numéro impair était le no 49 et le dernier numéro pair était le no 52.

## Historique
En 1150, cette rue était complètement bâtie.
Dans un acte de transaction passé entre un nommé Saint-Germain et le prieur de Saint-Éloi, en novembre 1162, elle est appelée via Vanneria. Elle porte le même nom dans l'accord de Philippe le Hardi avec le chapitre Saint-Merri, en 1273.
Elle est citée dans Le Dit des rues de Paris, de Guillot de Paris, sous le nom « rue de la Vanerie ».
Un rôle de taxe datant de 1313 l'appelle « rue de la Vannerie ».
Elle est citée sous le nom de « rue de la Vannerie » dans un manuscrit de 1636.
Une décision ministérielle du 21 mai 1817 fixe la largeur de cette voie publique à 12 mètres. En vertu d'une ordonnance royale du 26 juin 1837, cette largeur est confirmée à 12 mètres entre la place de l'Hôtel-de-Ville et la rue de la Coutellerie mais le reste de la rue est porté à 18,50 mètres.
La rue de la Vannerie disparaît en 1854 lors des du percement du boulevard de l'Hôtel-de-Ville.